# Los Fresnos, Nuevo León
Los Fresnos är en ort i Mexiko.   Den ligger i kommunen Linares och delstaten Nuevo León, i den centrala delen av landet, 600 km norr om huvudstaden Mexico City. Los Fresnos ligger 499 meter över havet och antalet invånare är 254.
Terrängen runt Los Fresnos är varierad. Runt Los Fresnos är det ganska glesbefolkat, med 29 invånare per kvadratkilometer. Närmaste större samhälle är Linares, 18,2 km nordost om Los Fresnos. I omgivningarna runt Los Fresnos växer huvudsakligen savannskog.